# Lasioglossum chalcodes
Lasioglossum chalcodes är en biart som först beskrevs av Gaspard Auguste Brullé 1840.  Lasioglossum chalcodes ingår i släktet smalbin, och familjen vägbin. Inga underarter finns listade i Catalogue of Life.